# Saint-Pierre-de-Chartreuse
Saint-Pierre-de-Chartreuse ist eine französische Gemeinde mit 935 Einwohnern (Stand 1. Januar 2022) im Département Isère in der Region Auvergne-Rhône-Alpes. Sie liegt rund 18 Kilometer nördlich von Grenoble (Luftlinie).
Das Dorf liegt inmitten des Chartreuse-Gebirges, in einem Talkessel zwischen den Bergen Chamechaude (2082 m) im Süden, Dent de Crolles (2062 m) im Osten, Grand Som (2026 m) im Norden und Charmant Som (1867 m) im Südwesten, am Ufer des Flusses Guiers-Mort. Das Gemeindegebiet liegt im Regionalen Naturpark Chartreuse.
Rund drei Kilometer nordwestlich des Dorfes befindet sich in einem abgelegenen Seitental La Grande Chartreuse, das Mutterkloster des Kartäuserordens. Saint-Pierre-de-Chartreuse ist auch als Wintersportort bekannt, es gibt rund 35 km Skipisten und Langlaufloipen mit einer Länge von 33 km.
Ein bekannter Einwohner war der belgische Chansonnier Jacques Brel, der hier ein Haus besaß. Nach ihm benannt sind die „Rencontres Brel“, ein seit 1987 jährlich stattfindendes Chanson-Festival.

## Weblinks

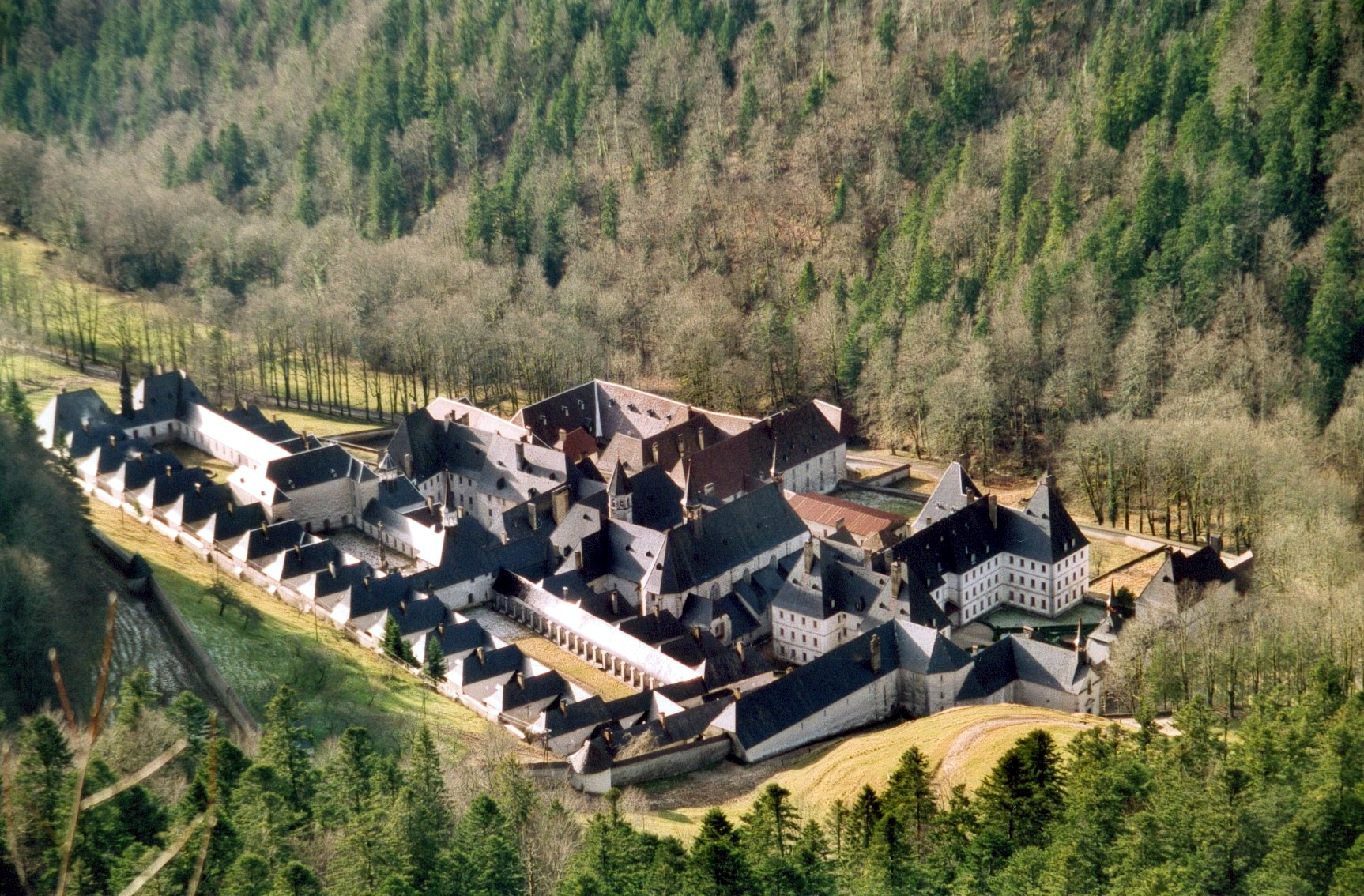
La Grande Chartreuse

## Bevölkerungsentwicklung
| Jahr                       | 1962 | 1968 | 1975 | 1982 | 1990 | 1999 | 2009 | 2017 |
| Einwohner                  | 668  | 641  | 565  | 563  | 650  | 770  | 999  | 1015 |
| Quellen: Cassini und INSEE |      |      |      |      |      |      |      |      |